# Luzeret
Luzeret é uma comuna francesa na região administrativa do Centro, no departamento Indre. Estende-se por uma área de 26,83 km². Em 2010 a comuna tinha 155 habitantes (densidade: 5,8 hab./km²).